# Henderikus Bernardus Boerema
Henderikus Bernardus Boerema (Groningen, 9 september 1922 - Zuilichem, 27 mei 1992) was een Nederlands elektrotechnisch ingenieur, oud-buitengewoon hoogleraar in de elektriciteitsvoorziening aan de Technische Hogeschool te Delft afdeling der Elektrotechniek, en rector magnificus van 1973 tot 1975. Hij werd erelid van de ETV in 1971.

## Levensloop
Boerema studeerde af aan de middelbare technische school in Groningen op de afdeling elektrotechniek in 1942, en begon in 1943 bij de KEMA in Arnhem als assistent in het hoogspanningslaboratorium. In 1946 begon hij de studie elektrotechniek aan de Technische Hogeschool te Delft, waar hij in 1951 afstudeerde onder hoogleraar sterkstroomtechniek W. Fontein op het onderwerp "Schakelverschijnselen bij het in bedrijf nemen van grote asynchrone motoren."
Na zijn afstuderen in 1951 werkte Boerema nog twee jaar voor de KEMA. In 1953 werd hij aangenomen door Willem Benjamin Smit, oprichter van Smit Slikkerveer, als chef van de afdeling Technische Controle bij Willem Smit & Co's Transformatorenfabriek in Nijmegen. In 1958 werd hij algemeen directeur van hun Meettransformatoren- en Apparatenfabriek in Ede.
In 1961 werd Boerema als buitengewoon hoogleraar in de elektriciteitsvoorziening aan de Technische Hogeschool te Delft afdeling der Elektrotechniek. In 15 februari 1961 sprak hij de inaugurele rede, getiteld "Mogelijkheden en middelen bij de distributie van elektrische energie." Van september 1973 tot september 1975 was hij tevens rector magnificus van de Hogeschool.

## Publicaties, een selectie
- Boerema, H.B. Mogelijkheden en middelen bij de distributie van elektrische energie, Intreerede. Delft: Waltman, 1961. (online)
- H.B. Boerema, en C. Gallin. Toekomst voor de maritieme ingenieur?: voordrachten gehouden tijdens de presentatie-oriëntatiedag van de onderafdeling der scheepsbouwkunde op 3 december 1974. Delftse Universitaire Pers, 1975.
- Boerema, H.B. Collegediktaat Energieoverdracht II. Technische Hogeschool Delft, 1985.